# Ladera Heights
Ladera Heights statisztikai település az USA Kalifornia államában, Los Angeles megyében. Lakosainak száma 6654 fő (2020. április 1.). A település az 1940-es évek végén alakult ki, az 1960-as években egyedi házakat építettek. 

## Népesség
A település népességének változása:

| 2010 | 6 498 |
| 2020 | 6 654 |